# جان کالیر
جان مِیلر کالیِر (انگلیسی: John Maler Collier؛ ۲۷ ژانویه ۱۸۵۰ – ۱۱ آوریل ۱۹۳۴) نقاش اهل بریتانیا و از پرتره‌نگاران مطرح سبک پیشارافائلی بود.
از آثار مشهورش می‌توان نقاشی بانو گادایوا را نام برد.